# Rezignace

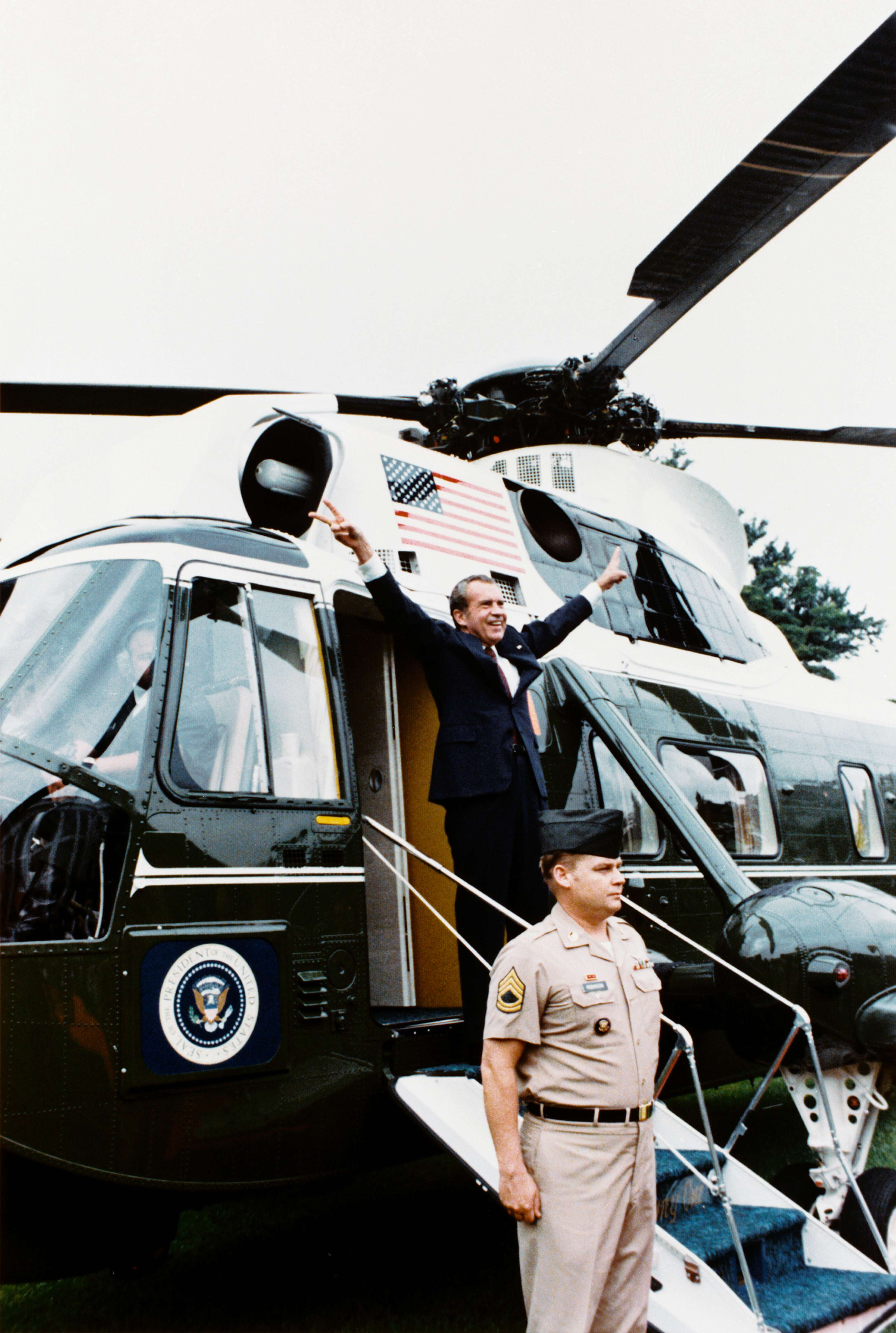
Prezident Richard Nixon se loučí při odletu Army One ze zahrady Bílého domu poté, co rezignoval.

Rezignace (z francouzštiny résigner – rušit platnost, vzdát se určitého práva) označuje v základním významu činnost, kterou se král, císař vzdával nároku na trůn. V užším slova smyslu sám za sebe, v širším pak za celou dynastii. V obecnějších souvislostech pak rezignace znamená odstoupení osoby z výkonu funkce či úřadu. Nejčastěji je termín spojován s politickou sférou, kdy ze svého úřadu odstupuje hlava státu, předseda vlády, ministr či další funkcionáři. V případě hlavy státu pak jde o abdikaci, u členů vlády se hovoří o demisi.
U politika je rezignace osobní rozhodnutí, učiněné na základě různých příčin (např. po veřejném tlaku či ze soukromých důvodů). V dějinách Spojených států rezignoval jediný prezident, a to Richard Nixon 9. srpna 1974 v souvislosti s aférou Watergate a připravovaným procesem odvolání z úřadu – impeachmentem. V důsledku tzv. kauzy Hlubuček rezignoval v červnu 2022 Petr Gazdík na funkce českého ministra školství a místopředsedy hnutí STAN.
V závislosti na právním zakotvení konkrétního státu nemusí být rezignace vždy přijata. Například americký prezident George W. Bush odmítl dva návrhy na rezignaci od ministra obrany Donalda Rumsfelda. V dubnu 2011 nabídl rezignaci na člena české vlády ministr obrany Alexandr Vondra. Předseda vlády Petr Nečas ji však neakceptoval. 